# CACNG5
CACNG5 (англ. Calcium voltage-gated channel auxiliary subunit gamma 5) – білок, який кодується однойменним геном, розташованим у людей на довгому плечі 17-ї хромосоми. Довжина поліпептидного ланцюга білка становить 275 амінокислот, а молекулярна маса — 30 903.
| 10         |  | 20         |  | 30         |  | 40         |  | 50         |
| ---------- |  | ---------- |  | ---------- |  | ---------- |  | ---------- |
| MSACGRKALT |  | LLSSVFAVCG |  | LGLLGIAVST |  | DYWLYLEEGV |  | IVPQNQSTEI |
| KMSLHSGLWR |  | VCFLAGEERG |  | RCFTIEYVMP |  | MNTQLTSEST |  | VNVLKMIRSA |
| TPFPLVSLFF |  | MFIGFILNNI |  | GHIRPHRTIL |  | AFVSGIFFIL |  | SGLSLVVGLV |
| LYISSINDEM |  | LNRTKDAETY |  | FNYKYGWSFA |  | FAAISFLLTE |  | SAGVMSVYLF |
| MKRYTAEDMY |  | RPHPGFYRPR |  | LSNCSDYSGQ |  | FLHPDAWVRG |  | RSPSDISSEA |
| SLQMNSNYPA |  | LLKCPDYDQM |  | SSSPC      |  |            |  |            |

A: Аланін

C: Цистеїн

D: Аспарагінова кислота

E: Глутамінова кислота

F: Фенілаланін

G: Гліцин

H: Гістидин

I: Ізолейцин

K: Лізин

L: Лейцин

M: Метіонін

N: Аспарагін

P: Пролін

Q: Глутамін

R: Аргінін

S: Серин

T: Треонін

V: Валін

W: Триптофан

Кодований геном білок за функціями належить до іонних каналів, потенціалзалежних каналів. 
Задіяний у таких біологічних процесах, як транспорт іонів, транспорт, транспорт кальцію. 
Білок має сайт для зв'язування з іоном кальцію. 
Локалізований у клітинній мембрані, мембрані, клітинних контактах, синапсах.